# Леонідас Чіаппара
Леонідас Чіаппара (ісп. Leónidas Chiappara, також відомий як Луїс Чіаппара; народився в кінці XIX століття, близько 1890 року в Монтевідео — дата смерті невідома, Монтевідео) — уругвайський архітектор і футболіст, нападник, Олімпійський чемпіон 1924 року.

## Біографія
Леонідас Чіаппара за освітою та професією був архітектором. Крім того, в аматорську еру уругвайського футболу він виступав на позиції нападника у футбольному клубі «Рівер Плейт» з Монтевідео, нині не існуючому.
Незадовго до початку літніх Олімпійських ігор 1924 року Чіаппара переселився до Парижа, де працював за своєю основною спеціальністю архітектора. Після приїзду збірної Уругваю допоміг делегації оселитися неподалік від стадіону Коломб замість незручного олімпійського села. У складі уругвайської делегації було лише 20 футболістів, і Чіаппара був включений в заявку збірної (можна було заявити 22 гравці), незважаючи на те, що вже завершив кар'єру гравця. Не зігравши за збірну жодного матчу, Леонідас Чіаппара став олімпійським чемпіоном разом зі своєю збірною у статусі формально резервного гравця.
У 1925 році вийшла книга Чіаппари, присвячена архітектурі. Також він досить часто згадується в публікаціях, присвячених архітектурі. Остання така публікація, в якій він висловлюється з приводу сучасного стану архітектури в Уругваї, датується 1928 роком. Про подальші роки життя Леонідаса нічого не відомо.

## Титули та досягнення
- Олімпійський чемпіон (1): 1924